# 桃園機場事件
桃園機場事件，又稱中正機場事件、中正機場事件滋擾案，1986年11月30日發生於台灣桃園縣的一宗政治示威活動。列名黑名單流亡美國的多位黨外人士，在民主進步黨成立後，希望回到台灣，但在桃園機場被阻止入境。11月30日，許信良等人預備經由日本東京回台。群眾在機場外進行遊行示威，聲援異議人士回台灣，與軍警發生衝突，成為當時的新聞焦點。
桃園機場事件，是在美麗島事件鎮壓後，台灣再度發生的大型示威遊行。在這次事件後，列為海外黑名單的多位流亡異議人士，陸續以闖關方式，企圖回到台灣。中華民國政府最終取消了黑名單，允許流亡異議人士回到台灣。

## 過程
1986年，民主進步黨在台灣建黨。許信良等人，將他們在美國紐約建立的台灣民主黨建黨委員會，改名為民主進步黨海外支部。並開始宣傳，希望能夠返回台灣。
11月14日，民主進步黨海外組織代表團的第一批的7人於上午7時搭機抵達桃園中正機場，其中4人未獲簽證，他們要求一齊入境，交涉未果，7人全部轉機離開。第一梯次嘗試返回臺灣的團員有謝清志、張昭儀、鍾金江、楊加猷、歐煌坤、謝進南、林永泉。民進黨率領百餘位支持者，在上午8時陸續聚集在桃園機場等候，9時50分群眾開始鼓譟，10時20分省議員吳大清率人湧入海關檢查室與警方發生衝突，雙方僵持不下，過程當中，有多位黨外人士前往中正機場試圖交涉，或想面見返臺團員而短暫停留，包含尤清、鄭余鎮、康寧祥、許國泰、余登發、黃玉嬌、游錫堃等人，群眾至下午五時許才逐漸離去。:2:2
11月30日，許信良與謝聰敏、林水泉三人，在日本成田機場，準備搭國泰航空班機入境台灣。因為台灣方面的反對，國泰航空台灣分公司總經理張永霖 （張其後先後出任香港電訊行政總裁及亞洲電視執行主席）最後拒絕讓他們三人登機，許信良三人無法返台。在許信良等人將經由日本東京返回台灣的消息傳開，在台灣，民進黨發動了約一千餘位支持者，至桃園機場聲援他入境。軍警單位在桃園機場外擺起路障，阻止支持群眾進入，雙方爆發衝突，軍警以噴水車噴射加入紅色顏料的水柱，意圖驅離群眾，同時標記抗議群眾的身份，群眾也以石塊反擊。軍警與抗議群眾僵持了約十個小時，在晚上8點左右，確認許信良沒有入境後，支持群眾散去。
當天晚上，老三台的新聞報導中，大量報導民眾扔擲石頭的畫面，稱抗議民眾為暴民。但是由民間攝影師組成的綠色小組，在他們自行拍攝的影片中，則記錄了民眾被水柱沖倒，以及遭軍警壓制驅打的畫面：有關的影像記錄作雖然是為該小組代表作，在當年黨外的氛圍裡，也不會追問記錄之後即時被無數攤販盜拷販賣而傳播開來，主要以「凡事為運動」作先導。顏文閂任總編輯的《自立晚報》，獨家刊登了機場事件以及軍警施暴的相關報導。在接下來的增額立委與國代選舉中，民進黨籍候選人也都自己到各地散播被記錄的影像與《自立晚報》報導，使民眾質疑官方的說法，並對三家電視台的公信力產生懷疑。

## 後續發展
緊接於桃園機場事件之後，12月6日舉行第一屆立法委員第五次增額選舉及一屆國代第三次增額選舉，甫成立的民進黨獲得12席增額立委，較原有席次跳增一倍，增額國代獲11席:1。許信良在1989年，由中國大陸偷渡回台，向警方自首。被拘留在土城監獄。林正杰率群眾在土城監獄外聲援，爆發土城事件。

## 備註
1. ↑  時秋海棠錄影帶專賣店主陳昶飛在黨外的場子賣滯銷的書報雜誌，就見到隔壁攤就在賣盜拷來的事件錄影帶。
2. ↑  綠色小組成員王智章說：「我們要靠賣帶子才能生存，但同時綠色要突破傳播困境，盜拷的人讓這些社會運動的影像傳播出去，他們有功勞。這個情境很兩難，我們面對盜拷只能默認。」

## 外部連結
- 把鮭魚都激回台灣了!桃園機場事件將滿29年 （页面存档备份，存于）
- 2015.11.29【台灣演義】桃園機場事件始末 | Taiwan History （页面存档备份，存于）